# الیزابت بریج
الیزابت بِریج (انگلیسی: Elizabeth Berridge (actress)؛ زادهٔ ۲ مهٔ ۱۹۶۲) یک هنرپیشه اهل ایالات متحده آمریکا است. وی از سال ۱۹۷۹ میلادی تاکنون مشغول فعالیت بوده‌است.
از فیلم‌ها یا برنامه‌های تلویزیونی که وی در آن نقش داشته‌است می‌توان به آمادئوس، هیدالگو، وقتی مهمانی تمام شد، سکوت قلب، صحبت مستقیم، صحبت مستقیم و پنج گوشه اشاره کرد.